# Franck Anaba
Franck Lionel Anaba (ur. 23 marca 1991) – kameruński zapaśnik walczący w stylu wolnym. Brązowy medalista mistrzostw Afryki w 2024. Zajął szesnaste miejsce na igrzyskach wojskowych w 2019 roku.